# Francis Schaeffer

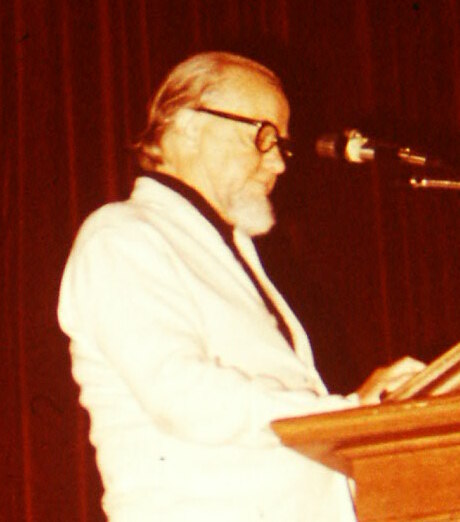
Francis Schaeffer auf der L'Abri Conference in Urbana, Illinois im Jahr 1981

Francis August Schaeffer (* 30. Januar 1912 in Germantown, Pennsylvania, USA; † 15. Mai 1984 in Rochester, Minnesota, USA) war ein US-amerikanischer presbyterianischer Theologe, Pastor, Gesellschaftskritiker, Kulturphilosoph, Autor und evangelikaler Vordenker. Er wurde vor allem im englischsprachigen Raum bekannt durch seine Veröffentlichungen und die Gründung der Kommunität L’Abri Fellowship in der Schweiz. Schaeffer stand in scharfem Gegensatz zum Humanismus und theologischen Modernismus und vertrat einen „präsuppositionellen“ Ansatz, den er durch seinen Lehrer Cornelius Van Til kennengelernt hatte. Mit seiner christlichen Apologetik versuchte er von der Bibel und der Kirchengeschichte her umfassende Antworten auf die grundlegenden Fragen des Lebens, unseres Zeitalters und der westlichen Kultur zu geben. Obwohl er den wissenschaftlichen Fortschritt anerkannte, bemängelte er die ethisch-moralische Beliebigkeit und den damit verbundenen Niedergang des Westens. Schaeffer schrieb über zwanzig Bücher, die in verschiedene Sprachen übersetzt und in über drei Millionen Exemplaren gedruckt wurden.

## Leben
Schaeffer wuchs als Einzelkind seiner teils deutschstämmigen und religiös eher liberalen Eltern Franz A. Schaeffer und Bessie Williamson im Arbeitermilieu von Germantown, das zur Stadt Philadelphia gehört, auf. Er besuchte die Pfadfinder und die Sonntagsschule der presbyterianischen Kirche, wie das damals üblich war. 1930 mit 18 Jahren in Auseinandersetzung mit der griechischen Philosophie las er erstmals die Bibel und wandte sich bewusst dem christlichen Glauben zu. Nach dem Wunsch der Eltern wollte er zuerst Konstrukteur werden, aber dann besuchte er ab 1931 das Hampden-Sydney College in Virginia, wo er durch den Philosophen D. Maurice Allan und den Theologen Geerhardus Vos (1862–1949) geprägt wurde. Er schloss sich der Student Christian Association an, die Gebetstreffen veranstaltete, er half in einer örtlichen Sonntagsschule für farbige Menschen mit, er war Mitglied in The Ministerial Association, The League of Evangelical Students und der Literary Society. 1935 schrieb er sich am Westminster Theological Seminary in Glenside, Pennsylvania, ein und studierte bei Cornelius Van Til, kam allerdings zu unterschiedlichen Ansichten. Gut ein Jahr später wechselte er zum Faith Theological Seminary in Wilmington, Delaware, wo er sein Studium 1938 abschloss. Dieses Seminar war im Zuge einer Spaltung der Presbyterianischen Kirche Nordamerikas neu gegründet worden (nun: die Orthodox Presbyterian Church OPC und die konservativere Bible Presbyterian Church).
Schaeffer war der erste von der Bible Presbyterian Church ordinierte Absolvent und hatte nach seiner Ausbildung Pastorate in Grove City und Chester, Pennsylvania, und in St. Louis, Missouri, inne, wo er zusammen mit seiner Frau auch eine evangelistische Arbeit unter Kindern mit dem Namen Children for Christ ins Leben rief, die bis zu 700 Kinder und die Ausbildung von jungen Leitungspersonen umfasste. Er engagierte sich zudem im American Council of Christian Churches (ACCC), einem nationalen Kirchenbündnis, das von Carl McIntire gegründet wurde und einen konservativen Gegenpol zum Federal Council of Churches (FCC) bildete, das dem Weltkirchenrat nahe stand.
1947 reiste Schaeffer im Auftrag des Unabhängigen Ausschusses der Presbyterianischen Mission (IBPFM) und der Abteilung für Außenbeziehungen des Amerikanischen Rates Christlicher Kirchen (ACCC) nach Europa, um die geistlichen Bedürfnisse junger Menschen in der Nachkriegszeit zu evaluieren. Er bereiste dreizehn Länder, besuchte vom 25. bis 29. Juli die 2. Christliche Welt-Jugendkonferenz in Oslo und organisierte später in Amsterdam eine Konferenz des International Council of Christian Churches (ICCC), wo er insbesondere den niederländischen Kunsthistoriker Hans Rookmaker kennenlernte, der zum lebenslangen Freund wurde.
1948 zog er mit seiner Familie nach La Rosiaz bei Lausanne in die Schweiz, ein Jahr später weiter nach Champéry im Unterwallis. Am 19. August 1950 besuchten Schaeffer, J. Oliver Buswell (1895–1977), G. Douglas Young, James Bennet und Peter Stam den bekannten neo-orthodoxen Theologen Karl Barth auf dem Bergli bei Zürich, doch ohne gegenseitiges tieferes Verständnis zu erlangen, und Barth lehnte in der Folge weitere Gespräche entschieden ab. 1955 gründete Schaeffer zusammen mit seiner Frau die Kommunität L’abri Fellowship („der Zufluchtsort“) im erworbenen Chalet Les Mélèzes in Huémoz-sur-Ollon, einem Bergdorf in der Westschweiz. Interessierte junge Menschen sollten einen Raum für Glaubens- und Lebensfragen erhalten, wo zudem der christliche Glaube in Freiheit und Glaubwürdigkeit gelebt würde. Bereits 1958 wurde in England eine ähnliche Gemeinschaft gegründet, später folgten weitere in Australien, Niederlande, Indien, Südkorea, Schweden und in den USA.
1965 kehrte Schaeffer in die USA zurück, wo er an verschiedenen Universitäten lehren konnte und ab 1968 Schriften zu grundlegenden Themen verfasste, die weiter Verbreitung fanden. Die erste war The God who is there (deutsch: Gott ist keine Illusion). 1970 bis 1977 hielt er Vorlesungen an der FETA in Riehen bei Basel zu Kulturphilosophie, Zeitfragen und Apologetik. 1974 war er einer der Redner am Kongress der evangelikalen Lausanner Bewegung, wo er am 23. Juli ein Referat über christliche Orientierung in den wesentlichen Lebensbereichen der Kommunikation, Politik und den menschlichen Beziehungen hielt.
Nach 1973, als das Oberste Gericht in den USA ein verfassungsmässiges Recht auf Abtreibung anerkannte, wurde er von seinem Sohn Frank dazu gedrängt, diesen Entscheid als unmoralisch und willkürlich zu kritisieren. Erst dadurch kam die Kritik an der Abtreibung in die zehnteilige Dokumentarfilmreihe Wie können wir denn leben? von 1976, die er zusammen mit seinem Sohn und dem Chirurgen und Abtreibungsgegner C. Everett Koop realisieren konnte.
1978 war er Mitbegründer des Internationalen Rats der Biblischen Irrtumslosigkeit in Chicago, um deren göttliche Inspiration zu bekräftigen. Noch in seinem Todesjahr 1984 hielt er Referate an Colleges in dreizehn amerikanischen Städten, um jungen Menschen seine Sichtweise des Evangeliums, des christlichen Glaubens und einer glaubwürdigen Lebensweise darzulegen.

## Lehre und Kritik
Schaeffers Zugang zur kulturellen Apologetik war hauptsächlich von Herman Dooyeweerd, Edward John Carnell, John Gresham Machen und Cornelius Van Til beeinflusst. Er wird jedoch allgemein eher als „Kombinationalist“ bzw. „Verifikationist“ innerhalb der Apologetik gesehen denn als strenger „Präsuppositionalist“ in der Tradition Van Tils. Sein Selbstverständnis war jedoch das eines bibelgläubigen Christen und Evangelisten, dem die Gottesoffenbarung in Jesus Christus, wie sie in der Bibel bezeugt wird, zentral und entscheidend war. Mit seinen Botschaften, die auch von logischen Argumenten und historischen Hinweisen geprägt war, versuchte er vor allem junge Menschen aufzurütteln und sie dazu zu bewegen, sich einem biblisch geprägten Glauben zu öffnen. Denn dieser habe Auswirkungen im Lebensstil, in Gesellschaft, Politik und Kultur und beschränke sich nicht auf die eigene kleine Welt der Familie, der Kirche und des Wohlstands. Mit Hilfe des Heiligen Geistes seien die göttlichen Werte Wahrheit, tätige Liebe und Schönheit gleichermaßen zu beachten, um trotz des Sündenfalls in Würde und Freiheit leben zu können. Mit dieser umfassenden Sichtweise unterschied er sich von christlichen Fundamentalisten wie Jerry Falwell, die ihn für ihre politische Agenda zu vereinnahmen versuchten.
In seinem bekanntesten Werk Wie können wir denn leben?, dessen Titel bewusst ein Zitat aus dem Propheten Hesekiel 33,10 ist, weist Schaeffer auf die Wichtigkeit absoluter Werte für Ethik, Politik, Kunst und Wissenschaft hin. Denn nur das Absolute gebe allem Relativen Bedeutung und Sinn, was bereits Platon erkannt hätte. Mit der Aufklärung würde dagegen eine übernatürliche, göttliche Offenbarung abgelehnt, und der Rationalismus zu einer neuen absoluten Norm erhoben. Nicht mehr Gott, sondern die menschliche Vernunft bestimme nun Erkenntnis und Wahrheit. Die Wissenschaft wurde so zu einem geschlossenen System, wo Materie, Energie und Zeit seit Ewigkeiten bestehen würden. Für Gott wäre kein allgemeiner, öffentlicher Raum mehr vorgesehen, aber auch der Mensch sei zunehmend abgewertet und als Maschine oder determiniertes Wesen betrachtet worden. Der Glaube würde zur individuellen Privatsache, weil er nur noch einen Sprung ins Nichtrationale darstelle (englisch: leap of faith). Verschiedene Ideologien wie Sozialdarwinismus, Relativismus, Nihilismus und Existenzialismus würden das entstandene geistige Vaakum zunehmend ausfüllen. So gäbe es keine verbindlichen Normen und Werte mehr, alles sei gleich gültig und werde beliebig, und der Mensch habe eine schrankenlose Pseudo-Freiheit und müsse seinem Leben selbst einen Sinn geben, was sehr anstrengend und schwierig sein könne. Die Gesellschaft splittere sich zunehmend in Gruppen auf, die Beziehungen würden individueller und auch egoistischer. Ethische Grenzüberschreitungen wie Abtreibung, Sterbehilfe und Pornographie würden zunehmend legalisiert und salonfähig. Viele Christen im Westen hätten sich in eine private Blase des Wohlstands, des Friedens und des Glücks zurückgezogen und nähmen Bedürfnisse anderer Menschen und eine öffentliche Mitverantwortung kaum mehr wahr.
Schaeffer hatte sich intensiv mit Themen wie griechischer Philosophie, Renaissance, Reformation, Aufklärung und moderner Kunst auseinandergesetzt, was für einen evangelikalen Theologen damals eher unüblich, wenn nicht sogar avantgardistisch, war. Ähnlich einem Propheten deckte er Unstimmigkeiten in modernen Philosophien auf und machte auf widersprüchliches Verhalten von Denkern und Künstlern aufmerksam. Seine Ausführungen zum Aufstieg und Zerfall der westlichen Kultur und seine eher negativen Einschätzungen zu Augustinus, Thomas von Aquin, Søren Kierkegaard, Karl Barth und weiteren Philosophen und Theologen wurden unterschiedlich aufgenommen und eingeschätzt. Sie wurden teilweise auch von evangelikalen Historikern als zu ungenau, zu plakativ und zu überzeichnet abgelehnt und zurückgewiesen. Der evangelische deutsche Theologe Thorsten Dietz bemängelte 2023, dass Schaeffer die Philosophen des 19. Jahrhunderts nicht gut genug gekannt habe, um glaubwürdig eine derart vernichtende Kritik des Zeitgeistes und der Gesellschaft machen zu können. Schaeffers Kritik sei zunehmend aggressiv und militant geworden und habe sich zudem auch gegen die internationale evangelikale Lausanner Bewegung gerichtet, die sich sozial und kulturell zu öffnen begann, was ihm jedoch missfallen habe.

## Rezeption
Die Begegnungen in L'Abri ab 1955 und die Gespräche mit Schaeffer waren hilfreich und prägend für viele junge Menschen auf der Suche nach Zuwendung, Sinn und Orientierung. Es waren Intellektuelle dabei, die diese Gedanken und Erfahrungen aufnahmen, weitertrugen und später Verantwortung in Lehre und Forschung übernahmen, so die Amerikaner Os Guinness und Nancy Pearcey, der Südafrikaner David Wells und der Inder Vishal Mangalwadi. Manche seiner Schüler wie Mangalwadi und Evert Van de Poll bauten Schaeffers These der überragenden Funktion des christlichen Glaubens für die Fortschritte der westlichen Kultur aus. Franz Graf-Stuhlhofer kritisiert die konkreten Darlegungen dieser These als einseitig, weil dabei gleichfalls beteiligte andere Faktoren, wie die antike Wissenschaft oder die Aufklärung, gering geschätzt werden.
Schaeffer kam schon früh in Kontakt mit Barbara Bush, Bob Dole, Betty Ford, Mary Pride, Jack Kemp, Gerald R. Ford, Ronald Reagan und George Bush. Diese Beziehungen entwickelten sich dahingehend, eine konservative Gegenbewegung in Gesellschaft und Politik in Gang zu bringen. Ronald Reagan wiederum bezeichnete ihn als einen großen christlichen Denker mit einem kindlichen Glauben und Leidenschaft für andere, der Millionen von Seelen berührt und zur Wahrheit ihres Schöpfers gebracht habe.

## Ehrungen
- 1982 nominierte John Warwick Montgomery Schaeffer für ein Ehrendoktorat der Rechtswissenschaft, das ihm in Anerkennung seiner apologetischen Schriften und Vorträge von der Simon Greenleaf School of Law in Anaheim, Kalifornien, verliehen wurde.
- Am Southeastern Baptist Theological Seminary in Wake Forest, North Carolina, gibt es ein Francis A. Schaeffer-Studienzentrum, das aus einer Sammlung, Bibliothek und einer Francis A. Schaeffer-Gesellschaft besteht.[20]

## Privates

### Krankheiten
Schaeffer litt von klein auf an der sprachlichen Einschränkung der Dyslexie. Er erlag mit 72 Jahren einem Krebsleiden, das sechs Jahre vor seinem Tod diagnostiziert worden war.

### Familie
Schaeffer lernte 1932 Edith Seville (1914–2013), die Tochter des Altphilologen und China-Missionars George Seville, in seiner Kirche kennen und lieben, weil sie beide gegen eine liberale Theologie kämpften, die die Person von Jesus Christus und die Bibel relativierte. Sie heirateten am 6. Juli 1936 und hatten zusammen vier Kinder: Priscilla, Susan, Deborah und den Maler, Filmemacher und Schriftsteller Frank Schaeffer.
Nach dem Tod seines Vaters 1984 wandte sich der Sohn Frank zunehmend vom evangelikalen Glauben seiner Eltern ab und kritisierte deren Lebensweise, politische Einstellungen und ihre republikanischen Freunde in seinen Publikationen scharf.

## Veröffentlichungen
Schaeffer schrieb über zwanzig Bücher, die ein breites Spektrum geistlicher und gesellschaftlicher Themen abdecken. Sie können grob in fünf Bereiche eingeteilt werden, entsprechend der Gliederung seiner Complete Works (ISBN 0-89107-347-7):
- A Christian View of Philosophy and Culture: Die ersten drei Bücher dieses Bereichs sind bekannt als Schaeffers Trilogie, in denen er die theologische und philosophische Basis für seine weiteren Werke legt.
  - The God Who Is There (deutsch: Gott ist keine Illusion), 1968: befasst sich mit der Existenz und Relevanz Gottes und damit, wie der moderne Mensch zunächst in die Distanz und schließlich in den Unglauben gegenüber Gott geriet, wie er in der Bibel offenbart ist.
  - Escape from Reason (deutsch: Preisgabe der Vernunft): wie die Ablehnung des Gottes der Bibel dazu führte, dass der Mensch den Kontakt zu Realität und Vernunft verlor.
  - He Is There and He Is Not Silent (deutsch: Und er schweigt nicht): wie Gott durch die Bibel in den drei fundamentalen philosophischen Bereichen der Metaphysik, der Ethik und der Erkenntnistheorie zum Menschen spricht.
  - Back to Freedom and Dignity (deutsch: Zurück zur Freiheit und Würde): eine Antwort auf B.F. Skinners Beyond Freedom and Dignity. Die These wird vertreten, dass Freiheit und Würde dem Menschen von Gott gegeben sind und daher nicht ohne ernsthafte Konsequenzen vernachlässigt werden können.

- A Christian View of the Bible as Truth
  - Genesis in Space and Time (deutsch: Genesis in Raum und Zeit): argumentiert, dass eine nahezu wörtliche Interpretation der Schöpfungsgeschichte fundamentale Bedeutung für den christlichen Glauben hat.
  - No Final Conflict
  - Joshua and the Flow of Biblical History (deutsch: Josua – Gott will retten)
  - Basic Bible Studies (deutsch: Die Bibel zum Thema)
  - Art and the Bible  (deutsch: Kunst und die Bibel)

- A Christian View of Spirituality
  - No Little People (deutsch: Jeder ist von Bedeutung): argumentiert, dass Christen niemals daran zweifeln sollten, ein Leben mit bedeutenden Möglichkeiten zu haben, so klein sie auch zu sein scheinen.
  - True Spirituality (deutsch: Geistliches Leben – Was ist das?): die spirituelle Grundlage für Schaeffers Arbeiten, als Gegenstück zum theologischen und philosophischen Ansatz der meisten anderen seiner Bücher. Nützlich für eine ausgewogene Sicht auf Schaeffers Leben und Werk.
  - The New Super-Spirituality: vertritt die These, dass die intellektuelle Dekadenz der Gegenkultur der späten 1960er und frühen 1970er Jahre auf den Konformismus ihrer Vätergeneration zurückgeführt werden kann, und sagt das Übergreifen auf die Kirche voraus. Bietet eine Analyse des Postmodernismus.
  - Two Contents, Two Realities

- A Christian View of the Church
  - The Church at the End of the Twentieth Century (deutsch: Die Kirche am Ende des 20. Jahrhunderts)
  - The Church before the Watching World
  - The Mark of the Christian (deutsch: Das Kennzeichen des Christen)
  - Death in the City (deutsch: Tod in der Stadt)
  - The Great Evangelical Disaster (deutsch: Die große Anpassung)

- A Christian View of the West
  - Pollution and the Death of Man
  - How Should We Then Live? (deutsch: Wie können wir denn leben?): ist die Zusammenfassung der Sicht Schaeffers auf die kulturelle Entwicklung, insbesondere der Kunst, Philosophie, Theologie und des Wissenschaftsbegriffs.
  - Whatever Happened to the Human Race? (deutsch: Bitte lass mich leben!): zusammen mit Dr. med. C. Everett Koop. Eine Schrift gegen die Abtreibung, Euthanasie und Kindstötung.
  - A Christian Manifesto: christliche Prinzipien für säkulare Politik.

Zusätzlich zu den oben angegebenen Büchern, die in den Complete Works enthalten sind, schrieb Schaeffer folgende Werke:
- To eat, to breathe, in: Christianity Today, 20. Juni 1960
- The finished work of Christ: The Truth of Romans 1–8 (deutsch: Allein durch Christus. Die zentralen acht Kapitel des Römerbriefes)
- Who is for Life?
- Who is for Peace?

Außerdem wurde Schaeffers letzter öffentlicher Vortrag, gehalten an der rechtswissenschaftlichen Fakultät der Universität Straßburg, unter dem Titel Christian Faith and Human Rights (deutsch: Christlicher Glaube und Menschenrechte) in The Simon Greenleaf Law Review, 2 (1982–83), S. 3–12 veröffentlicht.